# 拡散に対する安全保障構想
拡散に対する安全保障構想（かくさんにたいするあんぜんほしょうこうそう、Proliferation Security Initiative, PSI）とは、2003年にアメリカ合衆国によって提唱された大量破壊兵器・弾道ミサイルなどの拡散防止に関する考えおよびそれに対する取り組みを指す。日本の報道では、大量破壊兵器拡散防止構想と呼ばれることもある。

## 概要
2002年12月に北朝鮮からイエメンにスカッドミサイルが輸出されるという出来事があった。ミサイルを搭載していた貨物船はスペイン軍が臨検したが、国際法的にミサイル没収の根拠がなかったために、そのままミサイル輸出は実行された。
大量破壊兵器および弾道ミサイルの各国への拡散を懸念するアメリカ合衆国連邦政府は、この拡散を阻止するために、同盟各国の連携が必要と考えた。その結果、2003年5月31日に「拡散に対する安全保障構想」が提唱されることとなった。
構想の基本原則は、大量破壊兵器および弾道ミサイルの拡散を阻止するために、各国が連携し、関連物質の移送や関連技術の移転を防ぐことにある。各国の連携方法として、国際法・国内法の枠内で軍・警察・沿岸警備隊・税関・情報機関・国境警備隊などにおける情報交換・阻止行動が行われる。
2003年6月に第1回総会が行われ、9月の第3回総会までに「阻止原則宣言」(Statement of Interdiction Principles)が取りまとめられた。9月12日からはオーストラリアで臨検の多国籍実働訓練が行われている。多国籍実働阻止訓練は年に数回ずつ行われており、2004年10月には日本主催で訓練が行われた。
発足当初は11ヶ国の賛同により開始されたが、2017年時点では105ヶ国の賛同が得られている。